# Młodzieżowy Puchar Włoch w piłce nożnej
Młodzieżowy Puchar Włoch (wł. Coppa Italia Primavera) – turniej piłkarski dla włoskich zespołów młodzieżowych do lat 20 występujących w rozgrywkach Primavera. Pierwsza edycja turnieju odbyła się w sezonie 1972/1973.
Mecze rozgrywane są systemem mecz i rewanż, łącznie z finałem.

## Triumfatorzy
- 1972/73: Inter Mediolan
- 1973/74: AS Roma
- 1974/75: AS Roma
- 1975/76: Inter Mediolan
- 1976/77: Inter Mediolan
- 1977/78: Inter Mediolan
- 1978/79: S.S. Lazio
- 1979/80: ACF Fiorentina
- 1980/81: Bari
- 1981/82: Avellino
- 1982/83: Torino FC
- 1983/84: Torino FC
- 1984/85: A.C. Milan
- 1985/86: Torino FC
- 1986/87: Cremonese
- 1987/88: Torino FC
- 1988/89: Torino FC
- 1989/90: Torino FC
- 1990/91: Avellino
- 1991/92: Empoli FC
- 1992/93: Udinese Calcio
- 1993/94: AS Roma
- 1994/95: Juventus F.C.
- 1995/96: ACF Fiorentina
- 1996/97: SSC Napoli
- 1997/98: Bari
- 1998/99: Torino FC
- 1999/00: Atalanta BC
- 2000/01: Atalanta BC
- 2001/02: Lecce
- 2002/03: Atalanta BC
- 2003/04: Juventus F.C.
- 2004/05: Lecce
- 2005/06: Inter Mediolan
- 2006/07: Juventus F.C.
- 2007/08: UC Sampdoria
- 2008/09: Genoa CFC
- 2009/10: A.C. Milan